# Небулій

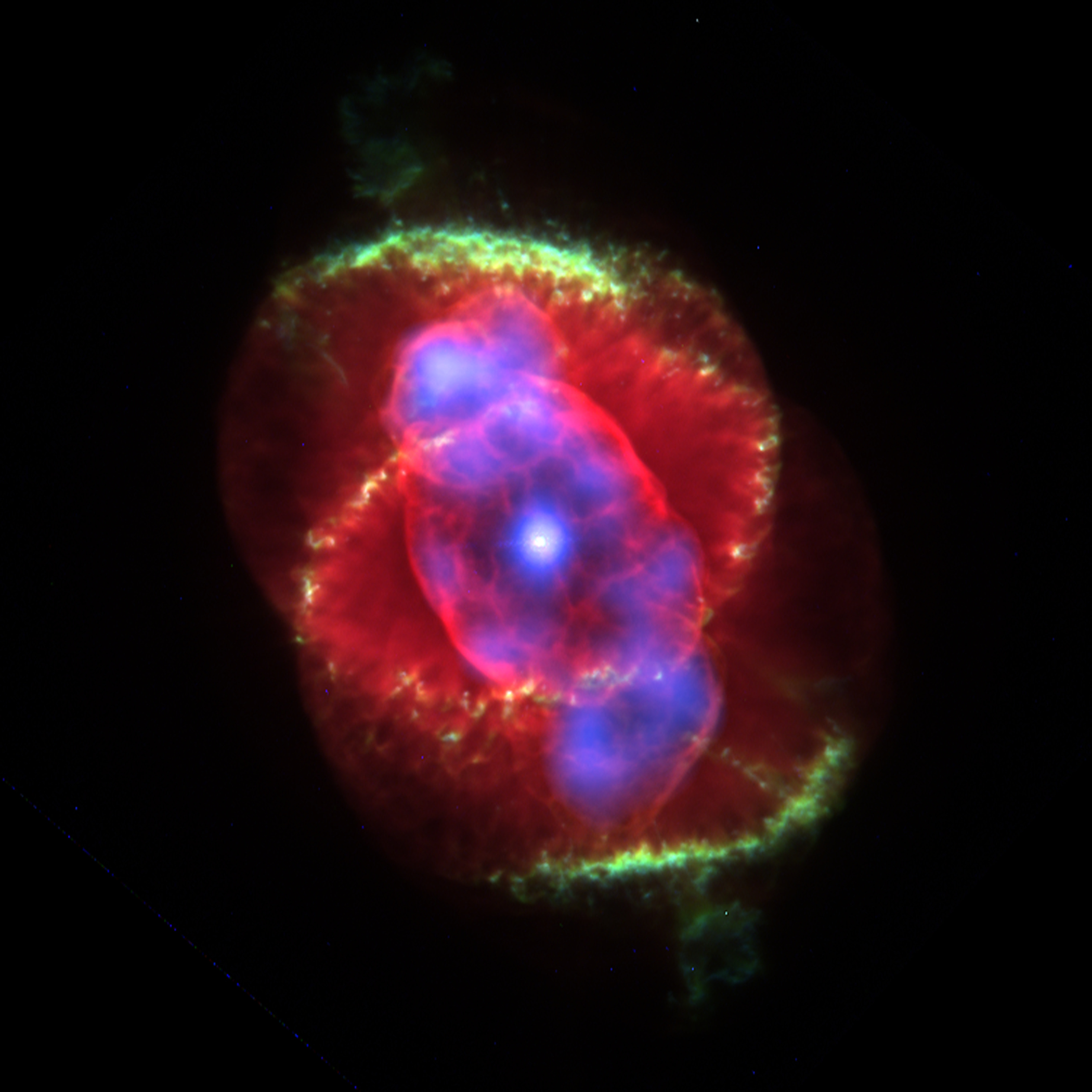
Туманність Котяче Око (NGC 6543) у сузір'ї Дракона. Зелені області, що світяться — області випромінювання дворазово іонізованого атома кисню O ^{2+}.

Небулій ( Nebulium, від лат. nebula - туман, туманність) - гіпотетичний хімічний елемент, існування якого передбачалося раніше, але який надалі був визначений як іонізований кисень. Існування цього елемента передбачалося за спостереженнями його емісійних спектральних ліній у спектрах деяких дифузних газових туманностей, які не ототожнювалися зі спектрами жодного з відомих хімічних елементів  .

## Історія
У 1868 році англійський астроном і піонер застосування спектроскопа в астрономії Вільям Гаґґінс спостерігав у зеленій частині спектра газових туманностей кілька спектральних ліній із довжинами хвиль 3726; 3729; 4959 та 5007 ангстрем (372,6; 372,9; 495,9 та 500,7 нм). Дві з них з довжинами хвиль 495,9 та 500,7 нм були найбільш яскравими  . Ці лінії тоді не вдалося приписати жодному з відомих на той час хімічних елементів. Гаґґінс припустив, що ці лінії належать невідомому хімічному елементу, це припущення підкріплювало відкриття гелію спочатку спектроскопічним методом на Сонці 1868 року, і лише через 27 років, 1895 року, Землі.
Власне назва "небулій" або "небулум" або "нефелій" вперше була згадана дружиною астронома Маргарет Ліндсей Гаґґінс у короткому повідомленні в 1898 році, але вона стверджувала, що її чоловік використовував цю назву і раніше  .
В 1911 Джон Вільям Ніколсон припустив, що всі відомі елементи складаються з чотирьох протоелементів, одним з яких є небулій   .
Визначення атомних номерів хімічних елементів ( зарядових чисел ядер) Генрі Мозлі у 1913 році та положення їх у періодичній таблиці майже не залишили місця для нового елементу  .
У 1914 році французькі астрономи спробували визначити атомну вагу гіпотетичного небулія. За їх даними, він мав атомну вагу 2,74 для елементу з довжиною хвиль спектральної лінії близько 372 нм і трохи нижчою величиною для лінії 500,7 нм, що імовірно вказувало на існування двох елементів, що породжують спостерігається спектр туманностей  .
У 1927 році американський астрофізик А. Боуен, який займався ультрафіолетовою спектроскопією, дізнавшись про загадкові зелені лінії в спектрі туманностей припустив, що ці лінії відповідають забороненим переходам в атомах відомих елементів. Він потім показав, що ці лінії відповідають забороненим переходам в атомах дворазово іонізованого кисню, а не гіпотетичному небулію  . Такі переходи можуть відбуватися лише в умовах надзвичайно розрідженого газу, що існує в газових туманностях, при тисках, що недосяжні в лабораторних умовах навіть для надвисокого вакууму. Таким чином, небулій був закритий. Як висловився Генрі Норріс Расселл, " Небуліум розчинився в повітрі ".